# José Antonio Landa
Pour les articles homonymes, voir Landa.
José Antonio Landa, né le 17 janvier 1926 à Basauri et mort le 12 avril 2023 à Amorebieta-Etxano,, est un coureur cycliste espagnol.

## Biographie
José Antonio Landa participe à des compétitions durant les années 1940 et 1950. Au cours de sa carrière, il remporte plusieurs compétitions régionales au Pays basque. Il obtient également divers tops dix sur des étapes du Tour d'Espagne en 1946 et en 1947.

## Palmarès
- 1943[3]
  - Circuito de Etxebarri
  - Circuito del Gallo
- 1945
  - 2e de la Subida a Santo Domingo
  - 3e de la Prueba Loinaz
  - 3e du Gran Premio Fútbol de Sobremesa
- 1946[3]
  - Circuito de Etxebarri
  - 2e du Circuit de Getxo
  - 3e de la Prueba Loinaz
- 1951
  - Championnat de Navarre[3]
  - 3e de la Prueba Alsasua

## Résultats sur les grands tours

### Tour d'Espagne
4 participations
- 1946 : abandon (15e étape)
- 1947 : 15e
- 1950 : abandon (10e étape)
- 1955 : 54e